# École romaine (musique)
Pour les articles homonymes, voir École romaine.

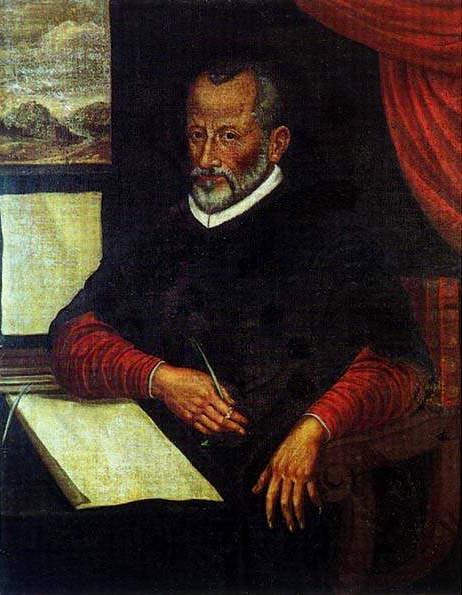
Giovanni Pierluigi da Palestrina

L’école romaine désigne, en musique, les compositeurs actifs à Rome et ses environs, de la fin de la Renaissance et du début du Baroque, donc des XVIe siècle et XVIIe siècle.

## Objectifs
L'école romaine avait pour but « d'exprimer fidèlement les plus grandes passions de l'âme, et de rendre la mélodie l'interprète des sentiments de l'homme par le chant, comme les mots les plus éloquents le sont par le simple langage »

## Compositeurs rattachés à l'école romaine
- Gregorio Allegri
- Felice Anerio
- Giovanni Francesco Anerio
- Giovanni Animuccia
- Giacomo Carissimi
- Emilio de' Cavalieri
- Antonio Cifra
- Giovanni Dragoni
- Francesco Foggia
- Ruggiero Giovannelli
- Marc'Antonio Ingegneri
- Stefano Landi
- Jean de Macque
- Marco Marazzoli
- Domenico Mazzocchi
- Virgilio Mazzocchi
- Giovanni Bernardino Nanino
- Giovanni Maria Nanino
- Giovanni Pierluigi da Palestrina
- Paolo Quagliati
- Luigi Rossi
- Michelangelo Rossi
- Francesco Soriano
- Tomás Luis de Victoria